# Baixa Àustria
Baixa Àustria (alemany Niederösterreich) és un dels nou estats d'Àustria. Compta amb el seu propi govern. Té 1.545.804 habitants, nombre lleugerament inferior a la població de Viena, i la seva capital és Sankt Pölten des de 1986. A més de tenir la capital federal a la seva porció centre-oriental, l'estat té com a fronteres la República Txeca al nord i Eslovàquia al nord-oest, a més d'Estíria al sud i l'Alta Àustria a l'oest. Els seus 19.174 km² d'àrea el converteixen en l'Estat més gran del país.

## Població
L'any 2001 hi havia al voltant d'un 79,3% de cristians catòlics, 3,3% protestants, 3,2% de musulmans i 10,8% d'altres moviments cristians protestants.

## Geografia
La Baixa Àustria està dividida en quatre regions, Weinviertel i Waldviertel, al NE, i Mostviertel i Industrieviertel al sud de la regió.

### Muntanyes
- Schneeberg (Klosterwappen; 2.076 m)
- Rax (Scheibwaldhöhe; 1943 m)
- Ötscher (1.893 m)
- Dürrenstein (1.878 m)
- Schneealpe (Ameisbühel; 1828 m)
- Hochkar (1.808 m)
- Hochwechsel (1.743 m)

### Valls
- Semmering (985 m)
- Wechsel (980 m)

### Rius
- Danubi
- Enns
- Fischa
- Göllersbach
- Kamp
- Krems
- Lainsitz
- Leitha
- March
- Ybbs
- Pulkau
- Schwechat
- Thaya
- Traisen

### Llacs
- Lunz (0,69 km²)
- Erlauf (0,56 km²)
- Sankt Pölten
- Krems an der Donau
- Waidhofen an der Ybbs
- Wiener Neustadt

## Administració
Es divideix en 4 ciutats i 19 districtes

### Districtes
- Amstetten
- Baden
- Bruck an der Leitha
- Gänserndorf
- Gmünd
- Hollabrunn
- Horn
- Korneuburg
- Krems-Land
- Lilienfeld
- Melk
- Mistelbach
- Mödling
- Neunkirchen
- St. Pölten-Land
- Scheibbs
- Tulln
- Waidhofen an der Thaya
- Wiener Neustadt-Land
- Wien-Umgebung
- Zwettl

### Ciutats oficials
- Sankt Pölten
- Krems an der Donau
- Waidhofen an der Ybbs
- Wiener Neustadt